# Шелига (герб)
Шелига (пол. Szeliga) — польский дворянский герб.

## Описание
В поле червлёном полумесяц золотой, рогами вверх обращённый, а из средины его выходит золотой крест. Нашлемник состоит из павлиньего хвоста.
Начало этого герба относят к XV веку.

## Герб используют
Антоновичи-Страховские, Бакшевичи (Bakszewicz), Бялецкие (Bialecki), Белянские (Bielanski), Беленские (Bielenski), графы и дворяне Белинские (Bielinski, Bielinski z Wielkich i Malych Bielin Sarson), Бодзановские (Bodzanowski), Бодзента (Bodzeta), Борстейго (Borsteygo), Боржишковские (Borzyszkowski), Боссовские (Bossowski), Бостовские (Bostowski), Брыские (Bryski), Букрабы (Bukrab, Bukraba), Цедровские (Cedrowski), Харжевские (Charzewski), Харжинские (Charzynski), Хлистовские (Chlistowski), Хржановские (Chrzanowski), Хржчоновичи (Chrzczonowicz), Хвалишевские (Chwaliszewski), Цешенцкие (Цешановские, Cieszecki, Cieszanowski), Чарнолуские (Czarnoluski), Чарнотульские (Czarnotulski), Черницкие (Czernicki), Чирасы (Cziras, Ciris, Ziras), Домбровские (Dabrowski, Dambrowski), Добеши (Dobiesz), Добешевские (Dobieszewski), Добышевские, Довойны и Довойны-Крупские (Dowoyna i Dowojna-Krupski), Фарговы (Fargow), Гариантесевичи (Garyantesiewicz), Герваловские (Gerwalowski), Герватовские (Gierwatowski), Горецкие (Гурецкие, Gorecki), Горские (Gorski), Гребинские (Hrebinski), Григоровичи (Hryhorowicz), Ясенские (Jasienski), Каменские (Kamienski), Козица (Kozica), Козерские (Kozierski), Кржчоновичи (Krzczonowicz), Крживковские (Krzywkowski), Кучковские (Kuczkowski), Лясоцкие (Lasocki), Лясовские (Lasowski, Lassowski), Лебедовичи (Lebedowicz), Лисикевичи (Lisikiewicz), Лесовские (Losowski), Лютомские (Lutomski), Ланцуцкие (Lancucki), Лашевские (Laszewski), Лазневские (Lazniewski), Лосовские (Losowski, Lossowski), Лукоцкие (Lukocki), Лукомские (Lukomski), Луковские (Lukowski), Лышкевичи (Lyszkiewicz), Магеры (Magier, Magiera), Малевичи (Malewicz), Малашевские (Malaszewski), Марковские (Markowski), Марткушевские (Matkuszewski), Мерецкие (Merecki), Мержеевские (Mierzejewski, Mierzeiowski), Мирецкие (Mirecki, Mirecki Magiera), Миревичи (Mirewicz), Миржеевские (Mirzejowski), Могучие (Mohucz), Мостковские (Mostkowski), Назаревичи (Nazarewicz), Немоевские (Niemoiewski, Niemojewski), Огоржелевские (Ogorzelowski), Остроухи (Ostrouch), Пепловские (Peplowski), Пионтковские (Пентковские, Piatkowski), Плохоцкие (Plochocki), Плуцинские (Plucinski), Подсонские (Podsonski), Потоцкие (Potocki), Проневские (Pronewski), Пруменские (Prumienski), Пруские (Pruski), Пржечковские (Przeczkowski), Пстронг (Pstrag), Пушкины (Puszkin), Пусловские (Puzlowski), Раменские (Ramienski), Ратоцкие (Ratocki), Ростковские (Rostkowski), Роздольские (Rozdolski), Ритель (Rytel), Рительские (Rytelski), Серватовичи (Serwatowicz), Селюжинские (Sieluzinski), Семеновичи (Siemionowicz), Скальские (Skalski), Скорупские (Skorupski), Славские (Slawski), Сонгины (Songin), Станиславские (Stanislawski), Стравинские (Strawinski), Струсинские (Strusinski), Сущинские (Suszczynski) , Щерские (Szczerski), Шелига (Szeliga, Szeliha), Шелиговские (Szeligowski), Шелиские (Szeliski), Шалковские (Szalkowski), Шпадковские (Szpadkowski), Трояновские (Trojanowski, Troianowski), Тржебинские (Trzebinski, Trzebinski z Nieciszewa), Турчиновичи (Turczynowicz), Турженины (Turzenin), Ваховские (Wachowski), Вноровские (Wnorowski), Войские (Wojski), Высокинские (Wysokinski), Забавские (Zabawski), Злоцкие (Zlocki), Зубржицкие (Zubrzycki), Жеглинские (Zeglinski), Жерницкие (Zernicki), Жихлинские (Zychlinski).
Шелига изм.Букраба (Bukraba), Дуличи (Dulicz), Гребинские (Hrebinski), Гулевичи (Hulewicz), Кржчоновичи (Krzczonowicz), Кржежоновичи (Krzezonowicz), Пузловские (Puslowski, Puzlowski), Веложинские (Wielozynski), Стороженки.